# 荒井遼
荒井 遼（あらい りょう）は、日本の演出家。東京都出身。

## 略歴・人物
日本大学藝術学部演劇学科卒業。在学中よりTPT （シアタープロジェクト・東京）の公演に参加。2016年 『Blackbird』（デヴィド・ハロワー作）を演出。

## 主な演出作品
- 2016年 『Blackbird』（デヴィド・ハロワー作）
- 2017年 『蝶のやうな私の郷愁』
- 2021年 『テンダーシング-ロミオとジュリエットより-』『ダブリンキャロル』
- 2022年 『BLINK』『人の気も知らないで』『かぞくららばい』
- 2023年 『これだけはわかってる』『テンダーシング-ロミオとジュリエットより-』（再演）リーディング『ロミオとジュリエット』『エダニク』
- 2024年『ポート・オーソリティ-港湾局-』リーディング『NOT TALKING』
- 2025年 『BLINK』『更地』